# Bert Doorn
Bert Doorn (n. 26 mai 1949, Enschede, Țările de Jos) este un om politic neerlandez, membru al Parlamentului European în perioada 1999-2004 din partea Țărilor de Jos.
1. ↑  Deputații în Parlamentul European